# 科爾德布魯克 (紐約州)
科爾德布魯克（英語：Cold Brook）是位於美國紐約州赫基默縣的村。

## 人口
根據2020年美國人口普查的數據，科爾德布魯克的面積為1.14平方千米，皆為陸地。當地共有人口250人，而人口密度為每平方千米219人。